# Чирики (провинция)
Чирикѝ (на испански: Chiriquí) е една от 10-те провинции на централноамериканската държава Панама. Намира се на западното крайбрежие на страната. Площта ѝ е 6491 квадратни километра и има население от 464 538 души (по изчисления за юли 2020 г.).